# علی نظمی
علی نظمی (به ترکی آذربایجانی: Əli Nəzmi) (۱۸۷۸–۱ ژانویه ۱۹۴۶، باکو) که با نام مستعار علی محمدزاده نیز شناخته‌می‌شود، شاعر آذربایجانی بود.
او در سال ۱۸۷۸ در روستای سارو در نزدیکی شهر گنجه به دنیا آمد. در سال ۱۹۱۶ به گنجه رفت و به تدریس مشغول شد. او از سال ۱۹۲۴ در روزنامهٔ «گنجه نو» به فعالیت پرداخت و پس از تعطیلی آن به باکو رفته و با نشریات مختلف از جمله «ملا نصرالدین» همکاری کرد.
علی نظمی پس از درگذشت‌اش به سال ۱۹۴۶ در پارک مفاخر باکو دفن شد.